# PGC 840050
LEDA/PGC 840050 ist eine Galaxie im Sternbild Eridanus am Südsternhimmel. Sie ist schätzungsweise 461 Millionen Lichtjahre von der Milchstraße entfernt. Im selben Himmelsareal befinden sich u. a. die Galaxien NGC 1692 und NGC 1716.